# Cross bar
Een Cross bar is een dwarsstang tussen de beide stuurhelften van een motorfiets, bedoeld om het stuur te verstevigen, vooral bij cross- en enduromotoren.
Tegenwoordig ook wel gebruikt om accessoires aan te bevestigen.